# Heteronyx colossus
Heteronyx colossus är en skalbaggsart som beskrevs av Gilbert John Arrow 1915. Heteronyx colossus ingår i släktet Heteronyx och familjen Melolonthidae. Inga underarter finns listade i Catalogue of Life.